# شجرة عائلة الأسرة المصرية الثامنة

### مقدمة
تتواصل اضطرابات الأسر السابعة بظهور الأسرة الثامنة (حوالي 2181–2160 ق.م) التي استندت إلى ممفيس كعاصمة، وحكمها عدد محدود من الملوك في غضون عقدين تقريبًا، إلا أن ملوكها كانوا أكثر ظهورًا في الوثائق والنقوش، ومنها مراسيمهم إلى الوزير شماي في قبتوس.

### التاريخ والطابع السياسي
- استمرار ضعف السلطة المركزية: اعتمد ملوك هذه الأسرة على دعم نُفرهم المحليين (النومارخات)، خصوصًا في قبتوس وهيراقليوبوليس.
- دلائل أثرية: يُعزى إلى الملك ققارة إبي (Qakare Ibi) بُنيان هرمه المكتشف في سقارة، وكذلك عدة مراسيم جنائزية ونقوش في وادي حَمّامات ومناطق عليا.

### شجرة العائلة
نظراً لاقتران أسماء ملوك هذه الأسرة بلقب “نفر كا رع” (على غرار بيبي الثاني من الأسرة السادسة)، يُرجّح أنهم من نسل الأسرة السادسة أو تابعوا ممارساتها الملكية. يمكن تبسيط علاقة نسبية تخمينية كما يلي:
```
بيبي الثاني (Neferkare)  
└── [سلالة متقطعة: حكام محليون غير موثق نسبهم]  
    └── ققارة إبي (Qakare Ibi)

```

### أبرز ملوك الأسرة وإنجازاتهم
- ققارة إبي (Qakare Ibi): حكم نحو عامين، عاشر ملوك الأسرة الثامنة؛ شُيد هرم صغير له في سقارة وزُينت جدرانه بنصوص جنائزية (نصوص الأهرام).
- نفر كا رع إيونت أمون (Neferkare Ameny Neferkare Ibi): تعكس مراسيمه طابع الإدارة المركزية المتداعية واعتماده على النومارخات.

### إرث الأسرة
شكّلت الأسرة الثامنة حلقة انتقالية مهمة نحو قيام الدولة الوسطى، إذ برزت خلالها أفكار إدارة الدولة الموازية بين المركز والإقليم، ومهدّ ضعف سلطة الملوك الأوائل الطريق لظهور ملوك هيراكليوبوليس (الأسرة التاسعة والعاشرة).

## أنظر أيضًا
- قائمة ملوك مصر القديمة
- قائمة الأسر الملكية المصرية
- الأسرة المصرية الثامنة